# صاحب خان (سیاستمدار)
صاحب خان (زاده ۱۳۳۵ ولسوالی ازره - ولایت لوگر) سیاستمدار افغانستانی و نماینده مردم ولایت لوگر در دوره شانزدهم مجلس نمایندگان است. وی در مجلس شانزدهم نمایندگان افغانستان عضو کمیسیون مواصلات، مخابرات، امور انکشاف شهری، تهیه مسکن، تهیه آب و برق و امور شاروالی‌ها	 می‌باشد.

## زندگی‌نامه
صاحب خان زاده ۱۳۵۳ از ولسوالی ازره ولایت لوگر است. وی تحصیلات متوسطه خود را در لیسه/دبیرستان رحمان بابا به پایان برد و سند لیسانس رشته باغداری و جنگل‌ها را از دانشگاه کابل کسب کرد. وی در زمان جنگ‌های داخلی افغانستان عضو حزب اتحاد اسلامی بود.

## دیگر فعالیت‌ها
دیگر فعالیت‌های وی:
- همکاری با موسسات مختلف مانند داکار٬ ای ار سی.